# Ватиканская аптека
Ватиканская аптека (лат. и итал. Farmacia Vaticana). Единственная аптека в Ватикане, основанная в 1874 году Эузебио Людвигом Фронменом, монахом-бонифратом. По данным ватиканских источников, она является самой загруженной аптекой в мире, с 2000 клиентов в день.
Нынешний директор аптеки Йозеф Каттакаль, также монах-бонифрат. Хотя директором аптеки всегда был монах этого ордена, штат фармацевтов (сегодня численностью 45 человек) были мирянами на протяжении последних 30 лет. Аптека организована под управлением Дирекции здравоохранения и гигиены (итал. Direzione di Sanità ed Igiene), одной из девяти дирекций Ватикана.
Аптека не является общедоступной. Для посещения аптеки необходимо иметь пропуск. У граждан Ватикана постоянный пропуск в аптеку. Тем, кто работает в Ватикане, но кто не является гражданином Ватикана, необходимо получить временный пропуск в специальном регистрационном бюро. Для получения временного пропуска необходимо иметь рецепт и удостоверение личности. .
Поскольку в Ватикане нет налогов, аптека является беспошлинной. 